# Lea T
Lea T, pseudonimo di Leandra Medeiros Cerezo (Belo Horizonte, 19 febbraio 1981), è una supermodella e personaggio televisivo brasiliana.

## Biografia
Figlia secondogenita, dopo il primogenito Rodrigo, del calciatore brasiliano Toninho Cerezo e di Rosa Helena Medeiros, assegnata alla nascita al genere maschile con il nome Leandro, abbreviato in Leo, a un anno di età si trasferisce con tutta la famiglia in Italia, dove il padre gioca nella Roma e poi nella Sampdoria. A Roma (città nella quale nascono le sorelle gemelle Luana e Lorena), abitando all'EUR, e in seguito a Genova trascorre l'infanzia e l'adolescenza, frequentando il liceo artistico e restandovi con la madre e i fratelli dopo la separazione dei genitori e il ritorno del padre in Brasile. A 17 anni, nel 1998, lascia gli studi e decide di trasferirsi da solo a Firenze, trovando lavoro in una bottega di tatuaggi e piercing, venendo a contatto con persone emarginate, spesso appartenenti alla comunità omosessuale. Inizia a lavorare come modella maschile, scelto dall'agenzia Women Management di Milano. È nel 2004 che, trovandosi per lavoro a Miami e continuamente scambiata per una ragazza e ritenuto una di loro dalle amiche, riconosce la sua transessualità. Per timore di creare scandalo a suo padre temporeggia due anni ma poi, a 25 anni, supportata moralmente ed economicamente dai membri della sua famiglia, tranne suo padre che esprime contrarietà, intraprende il percorso di transizione di genere. Ottenuto infine anche l'appoggio di suo padre, nel marzo 2012 al Kamol Cosmetic Hospital di Bangkok si sottopone alla riattribuzione chirurgica del sesso e al cambio di nome. La T del suo nome d'arte viene scelta in omaggio al suo migliore amico Riccardo Tisci.

### Moda
A lanciarla nel mondo della moda sulle più importanti passerelle internazionali sono l'amico Riccardo Tisci, all'epoca direttore creativo di Givenchy (di cui è anche assistente personale), che fa del volto di Lea T. il testimonial della campagna invernale 2010, e il famoso agente Piero Piazzi, presidente della sua agenzia Women Management. Nell'agosto del 2010 posa senza veli per Vogue Francia.
Nel gennaio 2011 entra nella lista delle 50 top model più richieste e pagate, piazzandosi al 40º posto. Nel dicembre del 2011 compare sulla copertina dell'edizione brasiliana di Elle. È stata testimonial di Philippen e Benetton, e ha lavorato anche con l'attore e modello brasiliano Ricardo Dal Moro.

### Televisione
La prima apparizione in Italia sul piccolo schermo di Lea T. è nel 2011, nel programma Le invasioni barbariche, condotto da Daria Bignardi su LA7. Diventa però conosciuta al grande pubblico solo nell'autunno del 2013, grazie alla sua partecipazione come concorrente alla trasmissione televisiva Ballando con le stelle, condotta da Milly Carlucci e in onda su Rai 1. In coppia con il ballerino e coreografo Simone Di Pasquale, approda alla finale e si classifica al quarto posto.